# Sila (Italie)
Pour les articles homonymes, voir Sila.

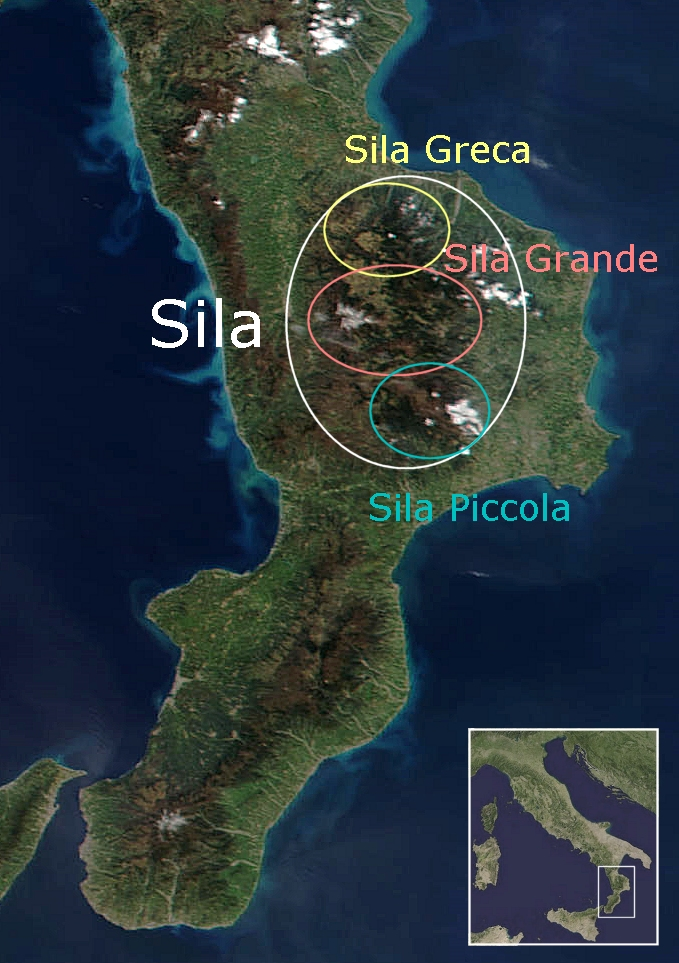
Localisation de la Sila sur une vue aérienne de la Calabre.

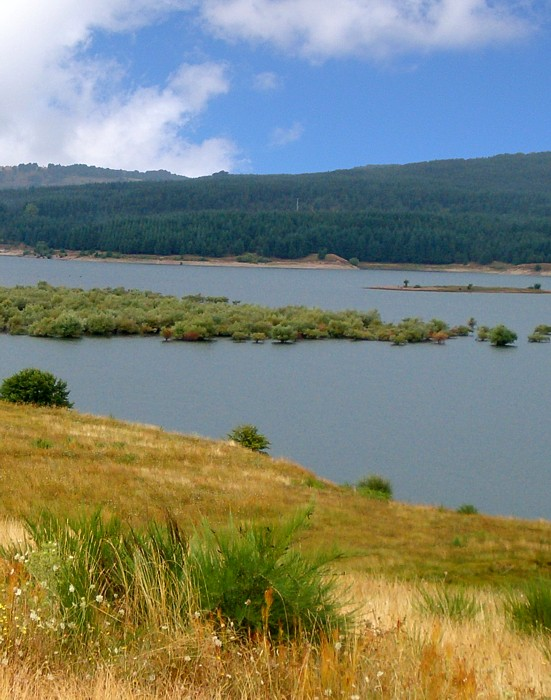
Le lac artificiel Cecita à 1130 mètres d'altitude

La Sila est un plateau situé en Calabre, dans le Sud de l'Italie, qui s'étend sur le territoire de trois provinces : Crotone, Catanzaro, Cosenza et qui recouvre une superficie de 1 700 km2.
Elle se divise en trois parties : Sila Grande, Sila Piccola et Sila Greca. Son altitude moyenne est de 1 300 mètres et le sommet le plus haut en est le Botte Donato (1 928 mètres).

## Toponymie
Son nom vient du grec ancien ὔλη, hylè, qui signifie « bois, forêt » et du latin silva.

## Géographie

### Sommets principaux
- Botte Donato (1 928 m)
- Montenero (1 881 m)
- Monte Curcio (1 788 m)
- Gariglione (1 765 m)
- Monte Femminamorta (1 723 m)
- Monte Volpintesta (1 710 m)

### Hydrographie
Les cours d'eau les plus importants qui traversent la Sila sont le Crati, le Neto, le Savuto, l'Alli, le Corace et le Trionto.
Tous les lacs de la Sila sont artificiels et sont utilisés pour produire de l'électricité et, parfois, pour l'irrigation. Les plus grands sont Ampollino, Arvo et Cecita.
Le lac Ampollino, à 1 271 mètres d'altitude se trouve à 12 km de San Giovanni in Fiore. Il a été réalisé en 1926. Le lac Cecita ou Mucone (Sila Grande) se trouve à 1 130 mètres d'altitude. Il a été réalisé durant la période 1950-1956. Le lac Arvo à 1 278 mètres d'altitude a été réalisé dans les années 1926-1932.

### Villes
Plusieurs villes se trouvent sur le plateau et à sa proche périphérie. Parmi elles, San Giovanni in Fiore (CS), Taverna (CZ), Bocchigliero (CS), Caccuri (KR), Castelsilano (KR), Cotronei (KR).

### Flore

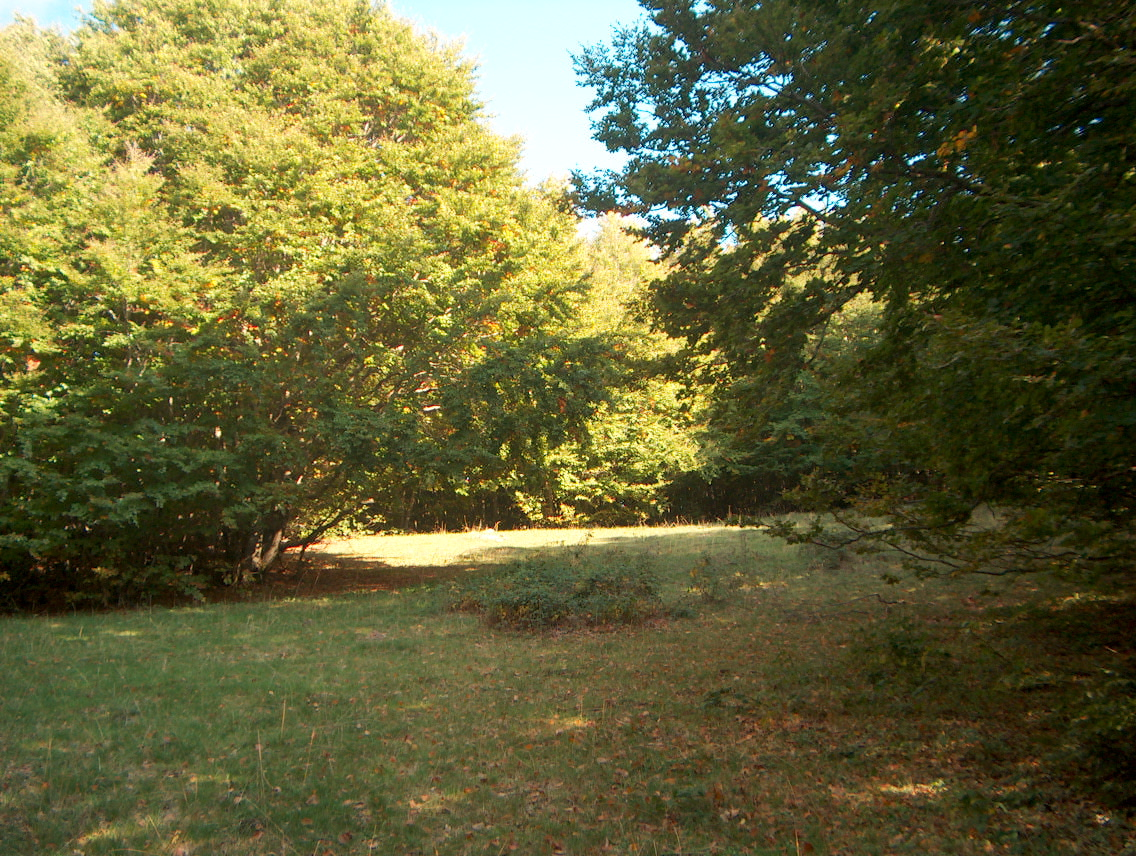
Forêt de Sila Grande

Pin, sapin blanc, châtaignier, hêtre. Pinus nigra laricio, connu sous le nom commun de Pin laricio de Corse, est originaire de la Sila. De ce pin, Pline, Tite-Live et Virgile notent des forêts étendues, communément appelées Pino silano.

### Faune
Mammifères : loup (quelques dizaines), sanglier, cerf, chevreuil, renard, loir, blaireau, martre, fouine. Il y a une espèce endémique d'écureuils, appelée « écureuil de Calabre ».
Oiseaux : milan, hibou grand-duc, aigle, percnoptère, circaète, autour, bécasse, bec-croisé, caille, pic.
Reptiles : vipère (Vipera aspis), couleuvre d'Esculape, Elaphe quatuorlineata (nom commun : couleuvre à quatre raies), etc.

## Culture
En 1949 sort le film Le Loup de la Sila de Duilio Coletti, qui a été en grande partie tourné sur place.

## Activités

### Tourisme
Plusieurs localités touristiques se situent sur le Sila : Acri, Camigliatello Silano (1 300 m), centre de sports d'hiver, San Giovanni in Fiore, Villaggio Palumbo, Silvana Mansio, Villaggio Mancuso (1 300 m), centre de sports d'hiver, Bocchigliero.
Plusieurs itinéraires pittoresques s'offrent aux touristes :
- Itinéraire 1 : San Giovanni in Fiore - Villaggio Palumbo - Bocca di Piazza - Lorica - Silvana Mansio - Croce di Magara - Camigliatello Silano - Fossiata - Germano - San Giovanni in Fiore (122 km) ;
- Itinéraire 2 : San Giovanni in Fiore - Bocca di Piazza - Lorica - Rovale - San Giovanni in Fiore (73 km) ;
- Itinéraire 3 : San Giovanni in Fiore - Croce di Magara - Camigiatello Silano - Fossiata - Germano - San Giovanni in Fiore (70 km).

### Protection environnementale
Depuis 1968, la Sila est inclus dans un parc national : le parc national de Calabre jusqu'en 2002, puis le parc national de la Sila.